# Jacques Féréol Mazas
Jacques Féréol Mazas (23 de septiembre de 1782 - 26 de agosto de 1849) fue un violinista y profesor de violín francés.

## Biografía
Nacido en Lavaur, en el sur de Francia. Estudió en el Conservatorio de París, donde destacó como alumno del violinista Pierre Baillot, llegando a recibir en 1805 un primer premio. En 1808, interpretó un concierto para violín de Daniel-François Auber que el propio compositor le dedicó. Entre 1811 y 1829 ofreció conciertos por gran parte de Europa y no fue hasta 1831 que asumió un puesto permanente como concertino en el teatro del Palais Royal. Poco después fue director de conciertos en Orleans, donde dirigió la ópera cómica de una sola escena Kiosk. De 1837 a 1841 fue director del Conservatorio de Cambrai.
Sus obras son principalmente estudios y dúos para jóvenes violinistas de todos los niveles de formación. Fue autor también de un método para violín y un método para viola.